# Ølstykke Kommune
Ølstykke Kommune i Frederiksborg Amt blev dannet ved kommunalreformen i 1970. Ved strukturreformen i 2007 indgik den i Egedal Kommune i Region Hovedstaden sammen med Ledøje-Smørum Kommune og Stenløse Kommune.

## Tidligere kommuner
Ølstykke Kommune bestod hovedsageligt af Ølstykke sognekommune, som havde 5.407 indbyggere 1. januar 1970. I den lå byerne Ølstykke, der nu er vokset sammen med Stenløseog Tangbjerg, der er en forstad til Jyllinge. 
Kommunens anden bestanddel var den del af Jørlunde sognekommune, der ligger syd for Jørlunde Å. Jørlunde havde 1.559 indbyggere, og den nordlige del af sognekommunen med byen Jørlunde kom til Slangerup Kommune.

## Byer
| Kommunens største byer |                   |                   |
| Nr                     | By                | Indbyggere (2025) |
| 1                      | Ølstykke-Stenløse | 23.382            |
| 2                      | Tangbjerg         | 597               |

## Valgresultater
| 5 | 6 | 2 |

| 12 |

| 2 | 8 | 1 | 1 | 1 |

| 11 | 2 |

| 4 | 7 | 2 | 1 | 1 |

| 13 |

| 4 | 7 | 2 | 2 |

| 10 | 5 |

| 4 | 6 | 2 | 3 |

| 10 | 5 |

| 4 | 3 | 2 | 4 | 2 |

| 12 | 3 |

| 6 | 2 | 1 | 5 | 1 |

| 11 | 4 |

| 5 | 2 | 1 | 6 | 1 |

| 9 | 6 |

| 5 | 2 | 1 | 7 |

| 11 | 4 |

## Borgmestre[4]
| Periode   | Navn                   | Parti                       |
| --------- | ---------------------- | --------------------------- |
| 1970-1981 | Hilmar Filtenborg      | Det Konservative Folkeparti |
| 1982-1989 | Hans Erik Nielsen      | Venstre                     |
| 1990-1993 | Birthe Hansen          | Socialdemokratiet           |
| 1994-2006 | Svend Kjærgaard Jensen | Venstre                     |

## Rådhus
Ølstykkes rådhus blev indviet i 1970. I 2018 blev det revet ned og erstattet af 88 lejeboliger i 3-etages blokke.